# أيسوكي يوشيوكي
أيسوكي يوشيوكي (باليابانية: 吉行エイスケ) (10 مايو 1906، أوكاياما في اليابان - 8 يوليو 1940)؛ شاعر وروائي ياباني.